# 汕头市六都中学
23°14′31″N 116°26′17″E / 23.241979°N 116.438006°E
汕头市六都中学，簡稱六都中学，在2003年以前的全称是潮阳市第二中学。六都中学位于中国广东省汕头市潮南区，其前身是清朝時期的六都书院，始创于公元1873年为潮汕地区历史最悠久的著名学府之一。曾有“六都高等小学堂”、“六都中学”、“峡山中学” 等名称。